# 長沼博明
長沼 博明（ながぬま ひろあき、1934年 - ？）は、日本の評論家。福岡県生まれ、明治大学法学部卒業。ナショナリズム、ファシズムの研究家。「ヒトラー通俗本」を執筆し、日本の新左翼やネオナチに影響を与えた。
『ファシズム革命』で否定的に捉えられがちなファシズムの再評価を行った。瀬戸弘幸は『ヒトラーの闘争』を読んで感激し、長沼を訪問、日本学生会議のOBを紹介してもらい、機関紙を見るなどして政治活動の世界に入るきっかけになったと発言している。瀬戸によれば2010年時点で既に亡くなっており、「膨大なヒトラー関連の資料は水害事故かで消失されたと記憶しています」とのことである。

## 著書
- 『ファシズム革命』現代思潮社、1972年
- 『豊臣秀吉の成功法』カルチャー出版社、1972年
- 『ヒトラーの闘争――情念の革命家』青年書館、1973年
- 『徳川家康の人間学』新人物往来社、1974年
- 『秀吉に学ぶ統率力』カルチャー出版社、1974年
- 『迫る世界壊滅の日』アロー出版社（アローブックス）、1975年
- 『ヒットラー統率力の秘密――シンボルは高く揚げよ』評言社、1975年
- 『ヒットラー戦略と決断――大いなる野望を抱け』評言社、1975年

## 関連文献
- 浦野起央『挑戦する第三世界』有信堂、1974年
- 甲斐譲『1930年代の教訓――西欧との思想的落差』熊本商科大学海外事情研究所、1979年
- 唐澤和義『産業社会とコミュニティ』勁草書房、1985年